# Emmelunga
Emmelunga è stata un'azienda italiana specializzata nel settore dell'arredamento e dei complementi per la casa.

## Storia
L'attività inizia nel 1963 con la gestione di un negozio di arredamento a Barberino di Mugello, in Toscana. Intorno alla metà degli anni ottanta i profondi cambiamenti nel settore della distribuzione e l'affermarsi nel mercato italiano delle grandi catene di negozi e supermercati fanno intuire al fondatore, Alessandro Mocali, nuove prospettive di crescita nella grande distribuzione. Nel 1985 nasce così Emmelunga con l'obbiettivo di diventare una realtà diffusa in tutto il territorio italiano.
Nel 2001 Emmelunga aveva acquisito Mobildiscount nell'intento di inserirsi anche nella fascia più economica del mercato e iniziato un processo di sviluppo della rete di negozi in tutto il territorio nazionale.
Nel 2010 la società Emmelunga venne acquistata dalla B&S S.p.A. che trasformò i punti vendita di Emmelunga in Aiazzone. Questa società è fallita tra il 2010 e il 2011 e i responsabili di questa società sono stati arrestati per bancarotta, falso ed evasione fiscale per 50 milioni di euro. Nel 2014, tre anni dopo il fallimento, il marchio Emmelunga viene rilevato da Bernardo Caprotti, patron di Esselunga.